# Битва у Кашгары
Битва у Кашгара — вооружённое столкновение, произошедшее в 1858 году в городе Кашгар между сторонниками Малла-хана и войсками Кокандского ханства под руководством Худояр-хана. Сражение стало ключевым эпизодом восстания Малла-хана, завершившимся его победой и свержением Худояр-хана.

## Ход событий
В 1858 году Малля-Бек, брат Кудояр-хана, поднял восстание при поддержке недовольных кипчаков. В битве у Кашгара Худояр-хан потерпел поражение и бежал в Бухару вместе с братьями Султан-Мурад-беком и Суфи-беком.

## Последствия
Придя к власти, Малля-хан в благодарность кипчакам вернул им половину земель, ранее конфискованных и проданных за бесценок при правлении Худояр-хана. Это вызвало множество земельных тяжб, которые после присоединения ханства к России перешли в ведение русских властей, вынужденных годами разбирать наследственные споры.